# سرجو کاستلتی
سرجو کاستلتی (به ایتالیایی: Sergio Castelletti) بازیکن فوتبال و اهل ایتالیا است که از سال ۱۹۵۸ میلادی عضو تیم ملی فوتبال ایتالیا بوده و در ۷ بازی ملی حضور داشته‌است. او در بازی‌های ملی‌اش گلی به ثمر نرساند.
سرجو کاستلتی آخرین بازی ملی خود را در سال ۱۹۶۲ میلادی انجام داد.